# Lóth Ila
Lóth Ila, Rónai Mária (Budapest, 1900. május 28. – Budapest, 1975. szeptember 21.) színésznő, Magyarország első mozicsillaga.

## Életútja
Rónai (Rozlosnik) István építési rajzoló és Horváth Mária leányaként született. A Magyar Királyi Operaház Balettiskolájában, majd Rózsahegyi Kálmán színiiskolájában végezte tanulmányait. 1916-ban már szerepelt a János vitéz filmváltozatában mint statiszta, s hamarosan a némafilmek népszerű sztárja lett Magyarországon. 1917-ben Pakots József fedezte fel és a Star filmvállalathoz került, 1919-ben pedig a Corvin Filmgyárhoz, ahogy Korda Sándor ajánlott neki főszerepet. Balogh Béla több filmjében is feltűnt naivaként. Az 1920-as évek elején Münchenben is készített néhány filmet. 1923. október 26-án Budapesten férjhez ment Rohonczy Storer Győző János posztónagykereskedőhöz és hosszabb időre visszavonult. Az 1950-es években szerepelt újra filmekben, de játszott a Madách Színházban is. Sírja a Fiumei úti sírkertben található.

## Filmjei
- János vitéz (1916) – táncoló tündérek egyike
- Raskolnyikov (1916) – mezítlábas cseléd
- Leoni Leo (1917)
- Lili (1917) – Antoinine, Lili unokája
- Az élet királya (1917) – Sybill, a színésznő
- Havasi szerelem (1918) – Kitty, Lord Newcastle lánya
- Küzdelem a létért (1918) – Betty, postásleány
- A csitri (1918) – Colette
- Nebántsvirág (1918) – Denise, de Flavigny, a Nebántsvirág
- A művészet diadalútja (1918) – Dori Meinberg
- Casanova (1918)
- Rekvirált férj (1918, rövidfilm)
- A gőg (1918) – Magda
- A baba (1919) – Alexia
- Tilos a csók (1919) – Henriette, a királyné
- A magas diplomácia (1919) – Anna Mária
- Asszonybosszú (1919) – a kártyabarlang tulajdonosnőjének lánya
- Yamata (1919) – Ninon, a házmesterleány
- Jön a rozson át (1919) – Helén
- Hegyek alján (1920) – Márta, a molnárlány
- A tizennegyedik (1920) – Claire
- Az V-ik osztály (1920) – Gladys
- Lengyelvér (1920) – Beatrix
- A loowodi árva (1920) – Jane Eyre
- Vörösbegy (1921) – Erzsike
- Szentmihály (1920)
- Kedvenc (1920)
- Sugárka (1921) – Sugárka
- Fehér galambok fekete városban (1923) – Erzsike
- Lélek órása (1923) – Magda
- Egy dollár (1923) – Maggie
- Talpalatnyi föld (1948)
- Déryné (1951)
- Semmelweis (1952)
- Liliomfi (1954)
- Gábor diák (1955)
- Szegény gazdagok (1959)
- Szombattól hétfőig (1959)
- A pénzcsináló (1964)